# Айгирбаткан
Айгирбатка́н (рос. Айгырбаткан, башк. Айғырбатҡан) — хутір у складі Абзеліловського району Башкортостану, Росія. Входить до складу Аскаровської сільської ради.
Населення — 30 осіб (2010; 25 в 2002).
Національний склад:
- башкири — 100%